# The Popcorn
The Popcorn è il ventinovesimo album in studio del cantante statunitense James Brown, pubblicato nel 1969.

## Tracce
1. The Popcorn – 3:01
2. Why Am I Treat So Bad – 6:04
3. In the Middle, Pt. 1 & 2 – 6:50
4. Soul Pride, Pts. 1 & 2 – 4:28
5. A New Shift – 3:37
6. Sudsy – 4:41
7. The Chicken – 4:04
8. The Chase – 0:29